# Simon Abt

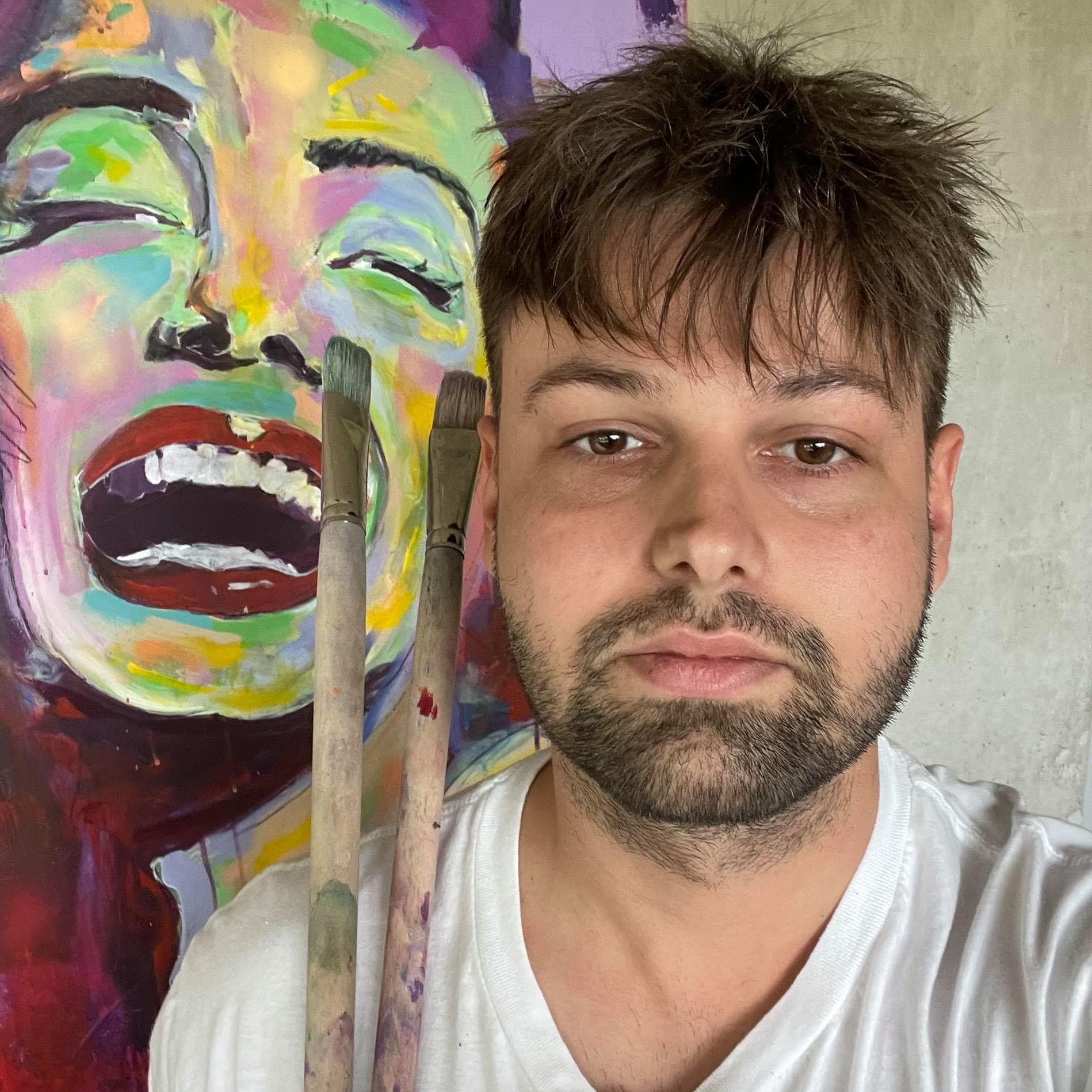
Simon Abt

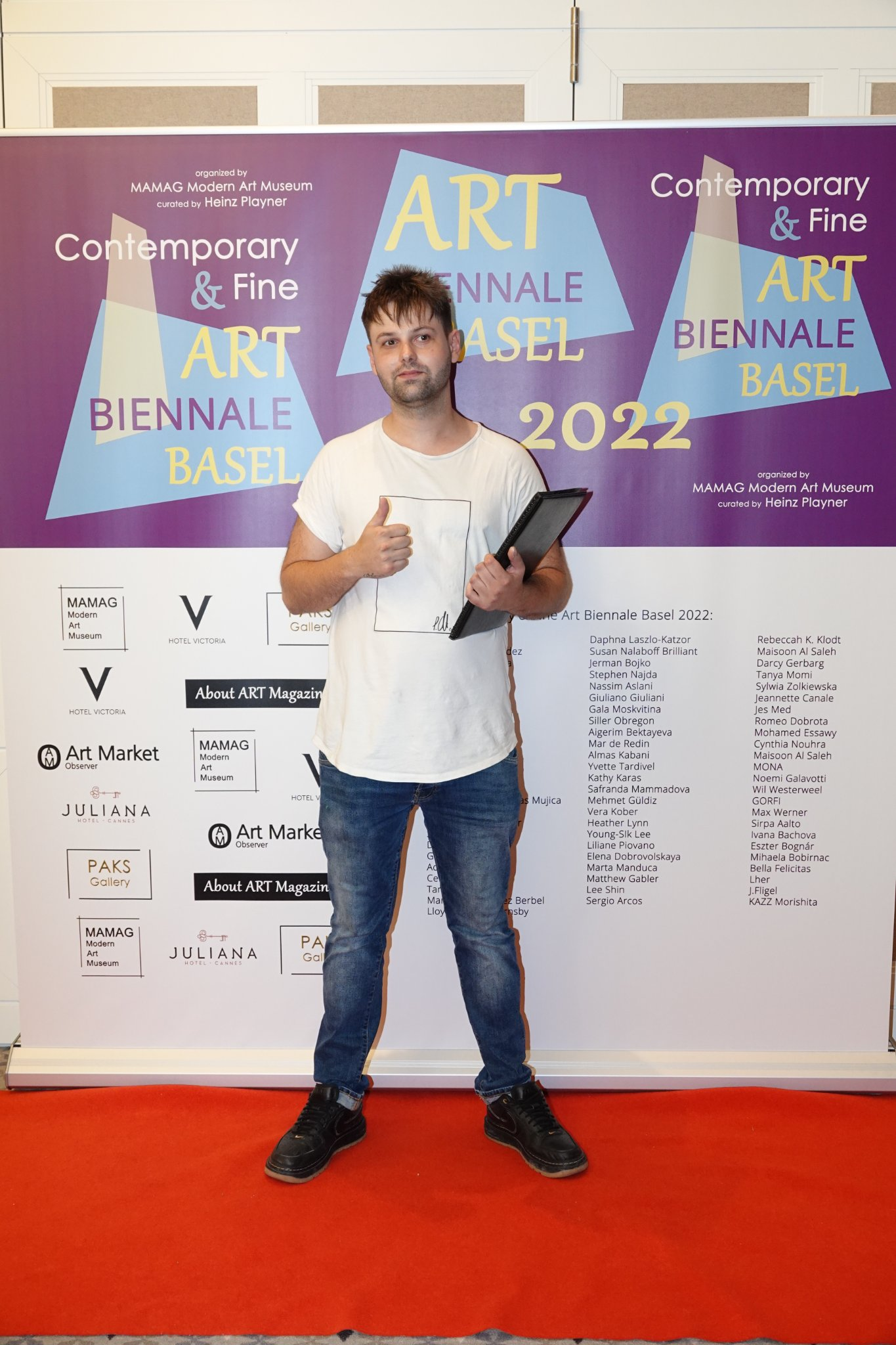
Simon Abt während der Art Basel

Simon Abt (* 23. Dezember 1992 in Basel) ist ein Schweizer Künstler. Er lebt und arbeitet in Wittinsburg.

## Leben

### Kunst
Simon Abt erwarb sich durch Kurse im Skizzieren und Bildhauen praktische und technische Kenntnisse in der Malerei. Er besuchte einen Vorkurs für Gestaltung in Olten.
Die Galerie LDXArtodrome Gallery international, die Abt vertritt, hebt sein Interesse am Ausdruck und der Abstraktion des Gesichts, ohne den Menschen dabei selbst unkenntlich zu machen, hervor. Die Spannung zwischen seiner impulsiven Verfremdungstechnik und den realistischen Momenten bezeichne er als Spontanrealismus. Sie unterstreiche die Nichtfassbarkeit des Individuums und sein ständiges in Bewegung sein. Seine Bilder beobachteten dabei situationsbezogene Gefühlswelten wie Rauchen, Sucht, Nervosität und ähnliches.
Die Arbeiten von Simon Abt haben in der Kunstwelt großes Interesse geweckt und wurden in mehreren internationalen Ausstellungen gezeigt.

### Ausstellungen
- SIAF Shenzhen, 21. bis 24. November 2019[4][5]
- Red Dot Artfair, Miami, 5. bis 9. Dezember 2018[6][5]Simon Abt beim skizzieren

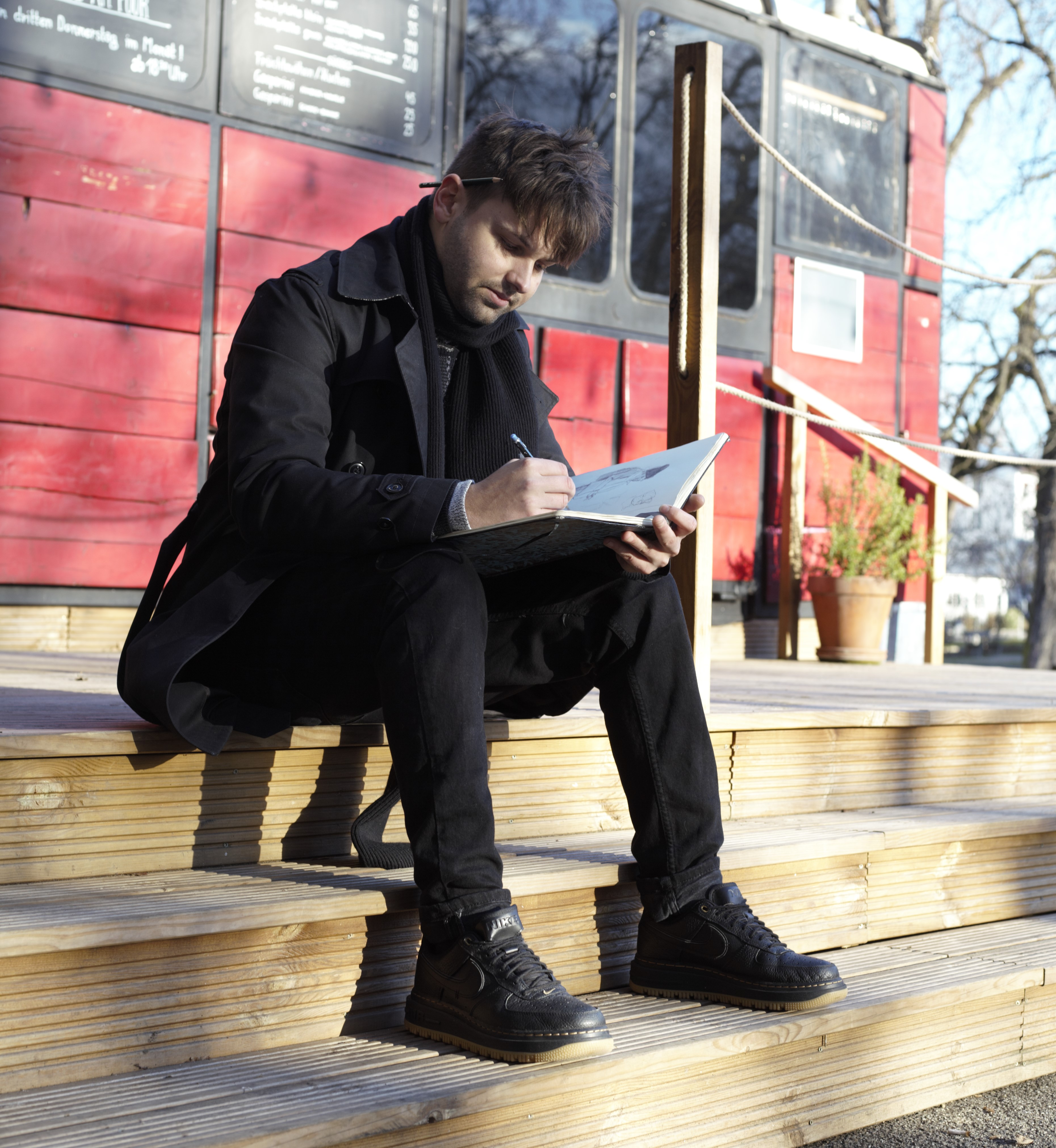
Simon Abt beim skizzieren

- What moves us, Wien, 8. Januar bis 30. Juni 2020[7][8]
- Art Biennale in Basel, 17. Juni bis 19. Juni 2022[9][10]
- Artexpo New York, 30. März bis 2. April 2023[11]